# Tiense vechter
De Tiense vechter is een hoenderras uit België.

## Rasinformatie
De Tiense vechter (ook wel combattant de Tirlemont genoemd) behoort tot de drie rassen van Belgische vechters. De andere twee zijn de Luikse- en Brugse vechter. De Tiense of ook wel Brabantse vechter is een zeldzame rasvariant. Het ras werd al in 1884 genoemd en wordt voornamelijk gehouden in de Belgische provincies Brabant, Limburg en Luik. De Tiense vechter is van hetzelfde type als de Luikse vechter, maar heeft als typische kenmerken een witte snavel en loopbenen. De oogkleur is oranje en het ras heeft een erwtenkam. Het ras wordt gefokt in diverse kleurslagen. De kleurslag koekoek zou de meest typische zijn. Het gewicht van de Tiense vechter zit tussen de 4,5 en meer dan 5 kg. De kip is zeer agressief naar soortgenoten; maar het zijn, mits ze de nodige aandacht krijgen, rustige dieren die goed tam te maken zijn.

## Krielen
De Tiense vechter wordt ook in krielversie gekweekt. Dit ras is nog minder bekend dan de grote Tiense vechter. Het gewicht van de hanen zit tussen 1200 en 1300 gram. Hun karaktereigenschappen delen ze met de grote Tiense vechter.